# Parangitia rufa
Parangitia rufa là một loài bướm đêm trong họ Noctuidae.